# Verein für Leibesübungen von 1899 1982-1983
Questa voce raccoglie le informazioni riguardanti il Verein für Leibesübungen von 1899 nelle competizioni ufficiali della stagione 1982-1983.

## Stagione
Nella stagione 1982-1983 l'Osnabrück, allenato da Carl-Heinz Rühl, concluse il campionato di 2. Bundesliga al 10º posto. In Coppa di Germania l'Osnabrück fu eliminato al primo turno dallo Stoccarda.

## Rosa
| N. |                     | Ruolo | Calciatore            |
| -- | ------------------- | ----- | --------------------- |
|    | Germania (bandiera) | P     | Rolf Meyer            |
|    | Germania (bandiera) | P     | Uwe Seiler            |
|    | Germania (bandiera) | D     | Uwe Beginski          |
|    | Germania (bandiera) | D     | Willi Brocks          |
|    | Germania (bandiera) | D     | Lothar Gans           |
|    | Germania (bandiera) | D     | Roland Gerber         |
|    | Germania (bandiera) | D     | Ulf Metschies         |
|    | Germania (bandiera) | D     | Karl-Friedrich Wessel |
|    | Germania (bandiera) | C     | Herbert Bittner       |
|    | Belgio (bandiera)   | C     | Antoine Fagot         |

| N. |                     | Ruolo | Calciatore        |
| -- | ------------------- | ----- | ----------------- |
|    | Germania (bandiera) | C     | Werner Gmeiner    |
|    | Germania (bandiera) | C     | Rainer Knopp      |
|    | Germania (bandiera) | C     | Ralf Lehmann      |
|    | Croazia (bandiera)  | C     | Vitomir Rogoznica |
|    | Germania (bandiera) | C     | Butje Rosenfeld   |
|    | Germania (bandiera) | C     | Guido Szesni      |
|    | Germania (bandiera) | A     | Thomas Funke      |
|    | Germania (bandiera) | A     | Erwin Kostedde    |
|    | Germania (bandiera) | A     | Mario Laubinger   |
|    | Germania (bandiera) | A     | Detlef Olaidotter |

## Organigramma societario
Area tecnica
- Allenatore: Carl-Heinz Rühl
- Allenatore in seconda:
- Preparatore dei portieri:
- Preparatori atletici:

## Calciomercato

### Sessione estiva
| Acquisti | Acquisti        | Acquisti           | Acquisti |
| R.       | Nome            | da                 | Modalità |
| -------- | --------------- | ------------------ | -------- |
| A        | Norbert Elgert  | Schalke 04         |          |
| D        | Roland Gerber   | Darmstadt          |          |
| A        | Erwin Kostedde  | Werder Brema       |          |
| C        | Butje Rosenfeld | Hummelsbütteler SV |          |
| C        | Guido Szesni    | Duisburg           |          |

| Cessioni | Cessioni            | Cessioni              | Cessioni |
| R.       | Nome                | a                     | Modalità |
| -------- | ------------------- | --------------------- | -------- |
| A        | Norbert Elgert      | Wattenscheid 09       |          |
| A        | Bernd Eufinger      | RSV Würges            |          |
| D        | Karl Heinz Krekeler | ASC Schöppingen       |          |
| A        | Andreas Loges       | Olympia Wilhelmshaven |          |

### Sessione invernale
| Acquisti | Acquisti     | Acquisti  | Acquisti |
| R.       | Nome         | da        | Modalità |
| -------- | ------------ | --------- | -------- |
| D        | Uwe Beginski | Darmstadt |          |

| Cessioni | Cessioni       | Cessioni        | Cessioni |
| R.       | Nome           | a               | Modalità |
| -------- | -------------- | --------------- | -------- |
| A        | Michael Lorenz | Preußen Münster |          |

## Risultati

### 2. Bundesliga

#### Girone di andata
| Arbitro: | Pauly |

|                                               |           |  |
| Kutzop 22’, 88’ (rig.) Rudel 32’ Franusch 65’ | Marcatori |  |

| Arbitro: | Schütte |

|                                         |           |            |
| Kostedde 11’ Olaidotter 74’ Lehmann 86’ | Marcatori | 45’ Tuschl |

| Arbitro: | Hellwig |

|  |           |                        |
|  | Marcatori | 66’ Szesni 78’ Lehmann |

| Arbitro: | Boos |

|                                               |           |  |
| Bittner 5’ Kostedde 30’, 34’, 60’ Gmeiner 89’ | Marcatori |  |

| Arbitro: | Meijerink |

|                                                             |           |                     |
| Herget 45’ Sackewitz 53’ (rig.) Wessel 62’ (aut.) Szech 79’ | Marcatori | 14’ Szesni 74’ Gans |

| Arbitro: | Huster |

|             |           |                             |
| Lehmann 76’ | Marcatori | 27’ Buschlinger 42’ Dickert |

| Arbitro: | Ahlenfelder |

|                                        |           |                |
| Dreher 5’ Buchwald 53’ Täuber 78’, 90’ | Marcatori | 4’, 68’ Szesni |

| Arbitro: | Wuttke |

|                                            |           |                      |
| Kostedde 12’ Olaidotter 21’, 80’ Fagot 84’ | Marcatori | 30’ Linßen 54’ Lemke |

| Arbitro: | Puchalski |

|            |           |                        |
| Traser 55’ | Marcatori | 27’ Fagot 29’ Kostedde |

| Arbitro: | Kespohl |

|  |           |                                       |
|  | Marcatori | 13’, 72’ Hartmann 84’ Schatzschneider |

| Arbitro: | Meijerink |

|                    |           |             |
| Cestonaro 39’, 77’ | Marcatori | 73’ Lehmann |

| Arbitro: | Fleischer |

|                  |           |                         |
| Lehmann 62’, 89’ | Marcatori | 29’ Steubing 76’ Kunkel |

| Arbitro: | Kautschor |

|                               |           |               |
| Metzler 45’ (rig.) Schaub 47’ | Marcatori | 9’ Olaidotter |

| Arbitro: | Michel |

|                      |           |             |
| Bittner 8’ Funke 87’ | Marcatori | 86’ Wegmann |

| Arbitro: | Bodmer |

|                               |           |  |
| Dubski 50’ (rig.) Büssers 69’ | Marcatori |  |

| Arbitro: | Diekert |

|                                   |           |  |
| Lehmann 28’, 49’ (rig.) Fagot 86’ | Marcatori |  |

| Arbitro: | Ahlenfelder |

|  |           |                        |
|  | Marcatori | 5’ Quaisser 82’ Walter |

| Arbitro: | Brückner |

|              |           |                                     |
| Diekmann 73’ | Marcatori | 16’ Gerber 51’ Kostedde 83’ Lehmann |

| Arbitro: | Retzmann |

|                                            |           |                       |
| Lehmann 18’ (rig.) Gerber 49’ Kostedde 65’ | Marcatori | 37’ (rig.) Dannenberg |

#### Girone di ritorno
| Arbitro: | Assenmacher |

|               |           |                  |
| Olaidotter 8’ | Marcatori | 90’ Michelberger |

| Arbitro: | Klauser |

|                         |           |              |
| Traband 75’ Álvarez 87’ | Marcatori | 43’ Kostedde |

| Arbitro: | Osmers |

|                          |           |  |
| Lehmann 54’ Kostedde 82’ | Marcatori |  |

| Arbitro: | Glaw |

|                                |           |                        |
| Langer 20’ Steinhauer 41’, 53’ | Marcatori | 74’ Kostedde 79’ Funke |

| Arbitro: | Brehm |

|                                                             |           |               |
| Lehmann 19’ Fagot 23’ Olaidotter 55’ Szesni 71’ Bittner 89’ | Marcatori | 58’ Loontiens |

| Arbitro: | Risse |

|  |           |             |
|  | Marcatori | 63’ Lehmann |

| Arbitro: | Waltert |

|                            |           |                       |
| Bittner 35’ Olaidotter 40’ | Marcatori | 10’ Susser 82’ Dreher |

| Arbitro: | Schütte |

|                                                   |           |  |
| Schatzschneider 7’, 90’ Lemke 77’ Vittinghoff 79’ | Marcatori |  |

| Arbitro: | Glaw |

|                                 |           |  |
| Olaidotter 34’ Kempa 84’ (aut.) | Marcatori |  |

| Arbitro: | Diekert |

|                                 |           |                             |
| Hartmann 23’, 68’, 85’ Goll 28’ | Marcatori | 3’, 5’ Funke 14’ Olaidotter |

| Arbitro: | Meijerink |

|             |           |             |
| Lehmann 75’ | Marcatori | 60’ Schüler |

| Arbitro: | Gschwender |

|                      |           |  |
| Elgert 62’ Drews 65’ | Marcatori |  |

| Arbitro: | Wuttke |

|                         |           |            |
| Lehmann 20’, 52’ (rig.) | Marcatori | 49’ Glaser |

| Arbitro: | Brückner |

|  |           |           |
|  | Marcatori | 81’ Funke |

| Arbitro: | Waltert |

|  |           |                                |
|  | Marcatori | 60’ (aut.) Meyer 66’ Wohlfarth |

| Arbitro: | Messmer |

|            |           |               |
| Binder 42’ | Marcatori | 80’ Metschies |

| Arbitro: | Engel |

|                                |           |  |
| Walter 15’ Sebert 36’ Hein 81’ | Marcatori |  |

| Arbitro: | Boos |

|                                                                 |           |                                       |
| Wessel 50’ Bittner 55’ (rig.), 84’ (rig.) Gans 79’ Kostedde 90’ | Marcatori | 52’, 73’ (rig.) Schäfer 88’ Buschmann |

| Arbitro: | Diekert |

|            |           |            |
| Semlits 1’ | Marcatori | 7’ Bittner |

### Coppa di Germania
| Arbitro: | Retzmann |

|  |           |                        |
|  | Marcatori | 32’ Kempe 48’ Reichert |

## Statistiche

### Statistiche di squadra
| Competizione      | Punti | In casa | In casa | In casa | In casa | In casa | In casa | In trasferta | In trasferta | In trasferta | In trasferta | In trasferta | In trasferta | Totale | Totale | Totale | Totale | Totale | Totale | DR |
| Competizione      | Punti | G       | V       | N       | P       | Gf      | Gs      | G            | V            | N            | P            | Gf           | Gs           | G      | V      | N      | P      | Gf     | Gs     | DR |
| ----------------- | ----- | ------- | ------- | ------- | ------- | ------- | ------- | ------------ | ------------ | ------------ | ------------ | ------------ | ------------ | ------ | ------ | ------ | ------ | ------ | ------ | -- |
| 2. Bundesliga     | 38    | 19      | 11      | 4       | 4       | 43      | 25      | 19           | 5            | 2            | 12           | 23           | 40           | 38     | 16     | 6      | 16     | 66     | 65     | +1 |
| Coppa di Germania | -     | 1       | 0       | 0       | 1       | 0       | 2       | 0            | 0            | 0            | 0            | 0            | 0            | 1      | 0      | 0      | 1      | 0      | 2      | -2 |
| Totale            | 38    | 20      | 11      | 4       | 5       | 43      | 27      | 19           | 5            | 2            | 12           | 23           | 40           | 39     | 16     | 6      | 17     | 66     | 67     | -1 |

### Andamento in campionato
| Giornata  | 1  | 2  | 3 | 4 | 5 | 6 | 7  | 8 | 9 | 10 | 11 | 12 | 13 | 14 | 15 | 16 | 17 | 18 | 19 | 20 | 21 | 22 | 23 | 24 | 25 | 26 | 27 | 28 | 29 | 30 | 31 | 32 | 33 | 34 | 35 | 36 | 37 | 38 |
| --------- | -- | -- | - | - | - | - | -- | - | - | -- | -- | -- | -- | -- | -- | -- | -- | -- | -- | -- | -- | -- | -- | -- | -- | -- | -- | -- | -- | -- | -- | -- | -- | -- | -- | -- | -- | -- |
| Luogo     | T  | C  | T | C | T | C | T  | C | T | C  | T  | C  | T  | C  | T  | C  | C  | T  | C  | C  | T  | C  | T  | C  | T  | C  | T  | C  | T  | C  | T  | C  | T  | C  | T  | T  | C  | T  |
| Risultato | P  | V  | V | V | P | P | P  | V | V | P  | P  | N  | P  | V  | P  | V  | P  | V  | V  | N  | P  | V  | P  | V  | V  | N  | P  | V  | P  | N  | P  | V  | V  | P  | N  | P  | V  | N  |
| Posizione | 19 | 14 | 9 | 7 | 8 | 8 | 12 | 8 | 8 | 8  | 11 | 12 | 13 | 12 | 13 | 12 | 13 | 12 | 10 | 11 | 11 | 11 | 11 | 11 | 9  | 9  | 10 | 9  | 10 | 10 | 10 | 10 | 10 | 10 | 10 | 10 | 10 | 10 |

Legenda:

Luogo: C = Casa; T = Trasferta. Risultato: V = Vittoria; N = Pareggio; P = Sconfitta.

### Statistiche dei giocatori
| Giocatore     | 2. Bundesliga | 2. Bundesliga | 2. Bundesliga | 2. Bundesliga | Coppa di Germania | Coppa di Germania | Coppa di Germania | Coppa di Germania | Totale   | Totale | Totale      | Totale     |
| Giocatore     | Presenze      | Reti          | Ammonizioni   | Espulsioni    | Presenze          | Reti              | Ammonizioni       | Espulsioni        | Presenze | Reti   | Ammonizioni | Espulsioni |
| ------------- | ------------- | ------------- | ------------- | ------------- | ----------------- | ----------------- | ----------------- | ----------------- | -------- | ------ | ----------- | ---------- |
| U. Beginski   | 17            | 0             | 0             | 0             | 0                 | 0                 | 0                 | 0                 | 17       | 0      | 0           | 0          |
| H. Bittner    | 36            | 7             | 7             | 0             | 1                 | 0                 | 1                 | 0                 | 37       | 7      | 8           | 0          |
| W. Brocks     | 1             | 0             | 0             | 0             | 0                 | 0                 | 0                 | 0                 | 1        | 0      | 0           | 0          |
| N. Elgert     | 1             | 0             | 0             | 0             | 0                 | 0                 | 0                 | 0                 | 1        | 0      | 0           | 0          |
| A. Fagot      | 37            | 4             | 6             | 0             | 1                 | 0                 | 0                 | 0                 | 38       | 4      | 6           | 0          |
| T. Funke      | 29            | 5             | 3             | 0             | 1                 | 0                 | 0                 | 0                 | 30       | 5      | 3           | 0          |
| L. Gans       | 27            | 2             | 1             | 0             | 1                 | 0                 | 0                 | 0                 | 28       | 2      | 1           | 0          |
| R. Gerber     | 33            | 2             | 2             | 0             | 1                 | 0                 | 0                 | 0                 | 34       | 2      | 2           | 0          |
| W. Gmeiner    | 28            | 1             | 1             | 0             | 1                 | 0                 | 0                 | 0                 | 29       | 1      | 1           | 0          |
| R. Knopp      | 17            | 0             | 3             | 0             | 0                 | 0                 | 0                 | 0                 | 17       | 0      | 3           | 0          |
| E. Kostedde   | 30            | 12            | 2             | 0             | 1                 | 0                 | 0                 | 0                 | 31       | 12     | 2           | 0          |
| M. Laubinger  | 3             | 0             | 0             | 0             | 0                 | 0                 | 0                 | 0                 | 3        | 0      | 0           | 0          |
| R. Lehmann    | 32            | 16            | 4             | 0             | 1                 | 0                 | 0                 | 0                 | 33       | 16     | 4           | 0          |
| M. Lorenz     | 1             | 0             | 0             | 0             | 0                 | 0                 | 0                 | 0                 | 1        | 0      | 0           | 0          |
| U. Metschies  | 30            | 1             | 0             | 0             | 0                 | 0                 | 0                 | 0                 | 30       | 1      | 0           | 0          |
| R. Meyer      | 34            | 0             | 1             | 0             | 1                 | 0                 | 0                 | 0                 | 35       | 0      | 1           | 0          |
| D. Olaidotter | 35            | 9             | 4             | 0             | 1                 | 0                 | 0                 | 0                 | 36       | 9      | 4           | 0          |
| V. Rogoznica  | 17            | 0             | 2             | 0             | 1                 | 0                 | 0                 | 0                 | 18       | 0      | 2           | 0          |
| B. Rosenfeld  | 10            | 0             | 2             | 0             | 0                 | 0                 | 0                 | 0                 | 10       | 0      | 2           | 0          |
| U. Seiler     | 4             | 0             | 0             | 0             | 0                 | 0                 | 0                 | 0                 | 4        | 0      | 0           | 0          |
| G. Szesni     | 22            | 5             | 5             | 0             | 1                 | 0                 | 0                 | 0                 | 23       | 5      | 5           | 0          |
| K. Wessel     | 32            | 1             | 3             | 0             | 1                 | 0                 | 0                 | 0                 | 33       | 1      | 3           | 0          |